# 東莫諾省

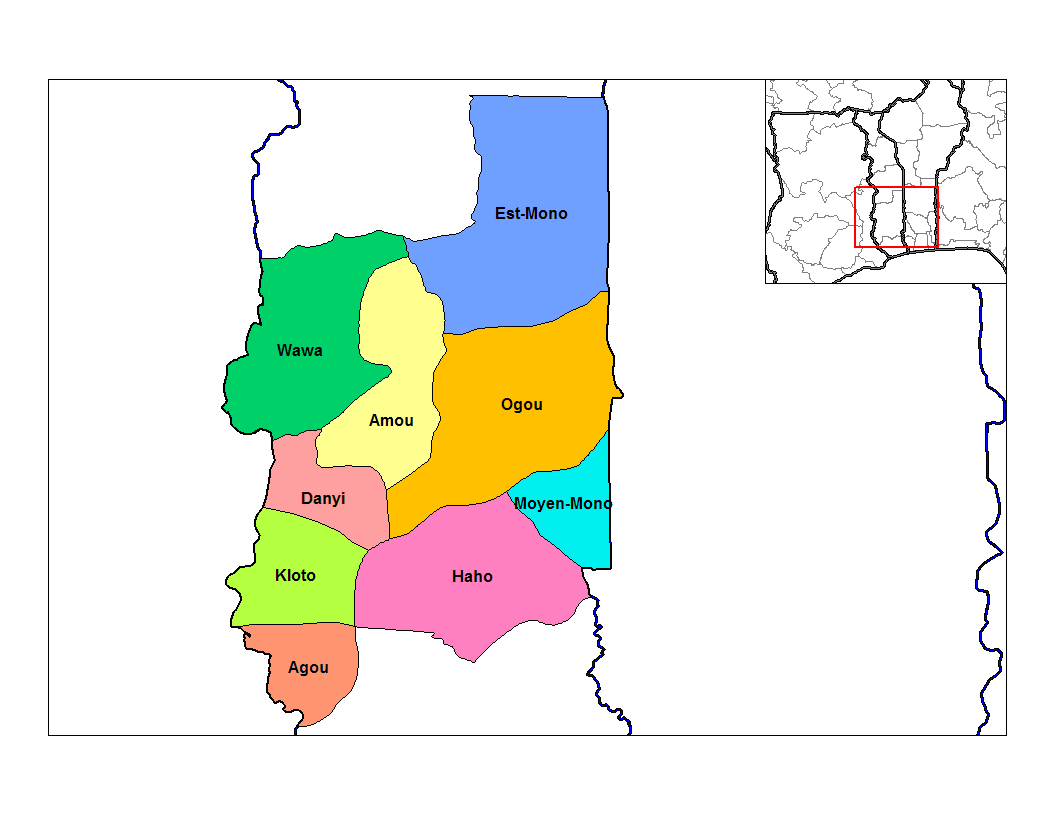

7°26′51″N 0°50′50″E / 7.44750°N 0.84722°E
東莫諾省（法語：Préfecture d'Est-Mono），是多哥的30個省份之一，位於該國中南部，由高原區負責管轄，首府設於埃拉瓦尼翁，面積2,474平方公里，2010年人口121,789，人口密度每平方公里49.2人。